# Рис-Сіті
Рис-Сіті (англ. Reece City) — місто (англ. town) в США, в окрузі Етова штату Алабама. Населення — 615 осіб (2020).

## Географія
Рис-Сіті розташований за координатами 34°4′38″ пн. ш. 86°2′4″ зх. д. / 34.07722° пн. ш. 86.03444° зх. д. (34.077307, -86.034461).  За даними Бюро перепису населення США в 2010 році місто мало площу 9,21 км², уся площа — суходіл.

## Демографія
Згідно з переписом 2010 року, у місті мешкали 653 особи в 258 домогосподарствах у складі 196 родин. Густота населення становила 71 особа/км².  Було 284 помешкання (31/км²).
Расовий склад населення:
| - 93,4 % — білих - 2,0 % — чорних або афроамериканців - 1,1 % — корінних американців - 0,9 % — азіатів - 1,1 % — осіб інших рас |

До двох чи більше рас належало 1,5 %. Частка іспаномовних становила 0,8 % від усіх жителів.
За віковим діапазоном населення розподілялося таким чином: 21,0 % — особи молодші 18 років, 63,2 % — особи у віці 18—64 років, 15,8 % — особи у віці 65 років та старші. Медіана віку мешканця становила 43,0 року. На 100 осіб жіночої статі у місті припадало 104,7 чоловіків;  на 100 жінок у віці від 18 років та старших — 102,4 чоловіків також старших 18 років.
Середній дохід на одне домашнє господарство  становив 53 617 доларів США (медіана — 43 261), а середній дохід на одну сім'ю — 61 535 доларів (медіана — 45 865). За межею бідності перебувало 13,7 % осіб, у тому числі 10,9 % дітей у віці до 18 років та 9,5 % осіб у віці 65 років та старших.
Цивільне працевлаштоване населення становило 261 осіб. Основні галузі зайнятості: виробництво — 22,6 %, освіта, охорона здоров'я та соціальна допомога — 16,9 %, роздрібна торгівля — 13,0 %.